# إبراهيم سعيد (لاعب كرة قدم)
إبراهيم سعيد (بالإنجليزية: Ibrahim Said)‏ هو لاعب كرة قدم نيجيري، ولد في 15 يونيو 2002 في نيجيريا.

## وصلات خارجية
- إبراهيم سعيد (لاعب كرة قدم) على موقع قاعدة بيانات كرة القدم.إي يو (الإنجليزية)
- إبراهيم سعيد (لاعب كرة قدم) على موقع Soccerway.com (الإنجليزية)